# アエピサウルス
アエピサウルス（Aepisaurus　「そびえ立つトカゲ」の意味）は白亜紀前期に現在のフランスに生息していた竜脚類恐竜の属の一つである。化石はフランス、ヴォクリューズ県にあるGrès vertのアルブ期（約10000万年前）の地層から発見されている。科が不明なあいまいな属であり、単一の上腕骨に基づいているが、現在は喪失されている。認知度のなさに関わらず、あるいはそれゆえか、科学文献において誤って綴られ、複数の記載年が記されて来た。属名は古代ギリシャ語で「そびえ立つ」もしくは「高い」を意味するαἰπεινός（aipeinos）と「トカゲ」を意味するσαυρος （sauros）から派生していて、「そびえ立つトカゲ」という意味である。

## 研究史
フランスの古生物学者ポール·ジェルヴェはベドワン近郊のモン・ヴァントゥで発見された上腕骨MNHN 1868-242に基づいて新属を記載した。この化石は長さ90 cm、近位端の幅が33 cm、中ほどの幅が15 cm、遠位端の幅が25 cmであった。ジェルヴェは同じ地域で発見された円錐形の歯をこの属のより大きな第2の種のものとた。この種はA. sp.（実際にこの属に属するものとして名前が使用されているが、種としては知られていない）と呼ばれ、他に部分的な上腕骨と尺骨が追加されている。
ティタノサウルス科の登場以来、細身の上腕骨がラプラタサウルス（Laplatasaurus）のものに似ているためこの科に分類されてきた。しかし、McIntosh (1990)で指摘されているように、この骨はカマラサウルスやブラキオサウルス科のものにも似ている。
1993年にLe Loeuffはヨーロッパのティタノサウルス類の再評価を行い、タイプ標本の所在が不明で、図版からは竜脚類のいずれのグループにも分類できないとした。比率からはカマラサウルス科にもティタノサウルス科にも分類できない。ジェルヴェにより追加された化石は除外され、歯の化石はおそらくワニ目のものであるとされている。McIntoshはこの属を竜脚類のincertae sedis（位置不確定）としたが、最近の再評価ではLe Loeuffに同意し、竜脚類の疑問名にリストされている

## 生態
竜脚類であり、四足歩行の草食動物であったと推定される。

## 綴り間違えやその他の誤表記
the Paleobiology Database やThe Dinosauriaの二つの版ではいずれも記載年を1852年としているが、Glut (1997)およびいくつかのオンラインソースでは1853年となっている。
この属は一般的にAepysaurusと誤って綴られる。The Dinosauriaの二つの版や主要な再評価ではこの綴りを使用している。フリードリヒ・フォン・ヒューネが1932年にAepyosaurusを使用したことでさらに混乱が増し、Glutは不正確にも種名をA. elephantiusとしている。

## 参照
1. ↑  Gervais, P. (1852). Zoologie et paléontologie française (animaux vertébrés) (1st edition). A. Bertrand:Paris, 271 p. [French]
2. ↑  von Huene, F. (1927). Short review of the present knowledge of the Sauropoda. Memoirs of the Queensland Museum 9(1):121-126.
3. 1 2 3 4  McIntosh, J.S. (1990). Sauropoda. In: Weishampel, D.B., Dodson, P., and Osmólska, H. (eds.). The Dinosauria. University of California Press:Berkeley 345-401.
4. 1 2  Le Loeuff, J. (1993). European titanosaurids. Revue de Paléobiologie, Volume Spéciale 7:105-117.
5. 1 2 3 4  Upchurch, P.M., Barrett, P.M., and Dodson, P. (2004). Sauropoda. In: Weishampel, D.B., Dodson, P., and Osmólska, H. (eds.). The Dinosauria (2nLe Loeuffd edition). University of California Press:Berkeley 259-322.
6. 1 2  Glut, D.F. (1997). Dinosaurs: The Encyclopedia. Jefferson, North Carolina: McFarland & Company, Inc. 1076 p.
7. ↑  Steel, R. (1970). Part 14. Saurischia. Handbuch der Paläoherpetologie/Encyclopedia of Paleoherpetology. Part 14. Gustav Fischer Verlag:Stuttgart p. 1-87.
8. ↑  von Huene, F. (1932). Die fossile Reptil-Ordnung Saurischia, ihte Entwicklung und Geschichte. Monographien zur Geologie und Palaeontologie 1(4). 361 p. [German]